# Befindlichkeitsskala
Die Befindlichkeitsskala (auch Befindlichkeits-Skala) wurde als Fragebogen 1976 von Detlev von Zerssen erstellt und erschien 2011 in revidierter Fassung (von Zerssen & Petermann, 2011). Sie dient zur Erfassung der momentanen psychischen Befindlichkeit, wobei das gesamte Spektrum normaler und pathologischer Veränderungen des Wohlbefindens abgebildet werden kann. Das Messinstrument ist störungsübergreifend bei verschiedenen Patientengruppen sowie bei gesunden Personen im Altersbereich von 14 bis 90 Jahren einsetzbar. Die Skala kann wiederholt angewendet werden und ist insbesondere für psychologische Verlaufsuntersuchungen geeignet.
Es stehen zwei Parallelformen (Bf-SR und Bf-SR) zur Verfügung, die jeweils 24 Paare von Eigenschaftswörtern beinhalten. Die Aufgabe besteht darin anzukreuzen, welche der beiden Eigenschaften dem eigenen gegenwärtigen Zustand am ehesten entspricht.
Für beide Parallelformen liegen bevölkerungsrepräsentative Normen (PR, T-Wert, Stanine) vor. Die Durchführungszeit beträgt etwa 5 Minuten, die Auswertungszeit etwa 1 bis 2 Minuten.
Beispiel:   "Ich fühle mich jetzt":
| eher gutgelaunt | eher verstimmt | weder - noch |

Durch Testwiederholungen mit derselben Person in kurzen Zeitintervallen besteht die Möglichkeit, kurzfristige Zustandsänderungen zu erfassen und über den Testwert zu quantifizieren.

## (Statistische) Daten

### Einsatzbereich
Die Befindlichkeits-Skala ist im Altersbereich zwischen 14 und 90 Jahren einsetzbar. Probanden sollten über ein gutes Verständnis der deutschen Sprache in Wort und Schrift verfügen. Der Fragebogen eignet sich in vielfacher Weise zum Einsatz in Studien an Patientengruppen, deren Ziel die globale Erfassung von Befindlichkeit (z. B. im Rahmen von Validierungsstudien) darstellt. Ebenso ist die Skala grundlegend dafür geeignet, das Befinden in psychopathologischen Verlaufsuntersuchungen bei Patienten mit psychischen Störungen zu erfassen. Wichtig anzumerken ist, dass sich mit der Befindlichkeits-Skala keine expliziten Gründe für die Veränderung der Befindlichkeit erheben lassen. Der Fragebogen kann in Einzel- oder Gruppentests angewendet werden, wobei das Einzelsetting dem Gruppensetting möglichst vorzuziehen ist.

### Zuverlässigkeit
Die Erfassung der Reliabilität beschränkt sich bei beiden Verfahren auf zwei zentrale Prüfgrößen: Die interne Konsistenz und die Testhalbierungs-Reliabilität:
Interne Konsistenz: Cronbachs ɑ = 0,93 für beide Testversionen; Halbierungszuverlässigkeit: r ≥ 0,90 für beide Testversionen.

### Gültigkeit
Bereits in der ersten Auflage der Befindlichkeits-Skala wurden umfassende Validierungsstudien vorgelegt:
Kriterienbezogene Validität: Korrelation mit klinischer Einschätzung der Depressivität bei r = 0,85 (N = 180); Korrelation mit Angaben zur Verstimmung von 28 endogen depressiven Patienten r = 0,90. Weitere Validierungsergebnisse liegen anhand einer Korrelation und gemeinsamen Faktorenanalyse mit anderen Testskalen sowie durch den Vergleich von Aufnahme- und Entlassungsbefund psychiatrischer Klinik-Patienten vor.

### Normen
Basierend auf einer repräsentativen Stichprobe von N = 2.504 wurden die Fragebögen Bf-SR und Bf-SR' normiert. Bei der Überprüfung auf Differenzen innerhalb der Stichprobe im Vorfeld der Normierung, ließ sich eine signifikante Geschlechterdifferenz feststellen, so dass es notwendig war, die Normierung geschlechtsspezifisch vorzunehmen. Demnach werden für beide Fragebögen Normwerte für Männer und Frauen getrennt angegeben.
Folgende Normwerte können dem Test-Manual entnommen werden: Stanine-, Perzentil- und T-Werte (N = 2.504).

## Referenz
von Zerssen, D., & Petermann, F. (2011). Bf-SR - Die Befindlichkeits-Skala - Revidierte Fassung. Göttingen: Hogrefe.